# Sofa Digital
Sofa Digital é um serviço de distribuição de filmes em VOD em atuação na América Latina. Dentre as empresas atendidas estão o iTunes, NOW, Vivo Play, Google Play e Netflix. A Sofa Digital administra a distribuição de filmes usando os dados do Filmelier.

## História
O serviço foi fundado no Brasil por Fábio Lima, que é o atual diretor. Em 2018 formou a holding Sofa Digital, após comprar a distribuidora Synapse Distribution, dirigida por João Worcman. No ano seguinte, iniciou uma parceria com a Vitrine Filmes, para dar continuidade à Sessão Vitrine, que tinha perdido o apoio da Petrobrás.
Em 2020, em parceria com a California Filmes, lançou o Adrenalina Pura, um serviço VOD com filmes de ação para a Apple - hoje também disponível pelo NOW e pelo Amazon Channels (dentro do Prime Video) em dezembro. Em abril de 2021, três filmes indicados ao Óscar 2021 fizeram a Sofa Digital registrar um recorde de transações na América Latina, com 165 mil comercializações. São eles: The Father (bra:Meu Pai) Druk (bra:Druk - Mais Uma Rodada) e Quo Vadis, Aida?.
Em 9 de novembro de 2021, anunciou o lançamento da Sofa Capital, uma gestora inteligente de fundos de investimento para aumentar o apoio às distribuidoras de filmes na América Latina, com o investimento sendo direcionado para produções com potencial de cinema e Premium VOD. 
A Sofa Digital também possuí os canais de VOD Turma da Mônica, canal infantil IPTV; e o Adrenalina Freezone, focado em produções dubladas de ação e horror, também resultado da associação da Sofa Digital com a California Filmes. O acesso ao Adrenalina Freezone - versão grátis do Adrenalina Pura - é possível pelas plataformas YouTube, Vix, na Samsung TV+ (em versão linear) e na plataforma Pluto TV, em fevereiro de 2022.